# Episodi di Hacks (terza stagione)
La terza stagione della serie televisiva Hacks è stata distribuita su HBO Max dal 2 al 30 maggio 2024.
In Italia la stagione è inedita.
| nº | Titolo originale                        | Titolo italiano | Prima TV USA   | Prima TV Italia |
| -- | --------------------------------------- | --------------- | -------------- | --------------- |
| 1  | Just for Laughs                         |                 | 2 maggio 2024  |                 |
| 2  | Better Late                             |                 | 2 maggio 2024  |                 |
| 3  | The Roast of Deborah Vance              |                 | 9 maggio 2024  |                 |
| 4  | Join the Club                           |                 | 9 maggio 2024  |                 |
| 5  | One Day                                 |                 | 16 maggio 2024 |                 |
| 6  | Par for the Course                      |                 | 16 maggio 2024 |                 |
| 7  | The Deborah Vance Christmas Spectacular |                 | 23 maggio 2024 |                 |
| 8  | Yes, And                                |                 | 23 maggio 2024 |                 |
| 9  | Bulletproof                             |                 | 30 maggio 2024 |                 |